# Перис (Техас)
Пе́рис, Париж (англ. Paris) — місто (англ. city) в США, в окрузі Ламар штату Техас. Населення — 24 476 осіб (2020).
Місцеві мешканці придумали девіз — Другий у світі найбільший Париж («Second Largest Paris in the World»). Наслідуючи традицію американських міст із назвою Перис («Париж»), в 1993 році була побудована 65-футова (20 м) копія Ейфелевої вежі. У 1998 році місто добудувало гігантський ковбойський капелюх на її верхівці.

## Географія
Перис розташований за координатами 33°40′5″ пн. ш. 95°32′38″ зх. д. / 33.66806° пн. ш. 95.54389° зх. д. (33.668144, -95.543979).  За даними Бюро перепису населення США в 2010 році місто мало площу 99,51 км², з яких 94,54 км² — суходіл та 4,97 км² — водойми.

### Клімат
| Клімат : Перис          | Клімат : Перис | Клімат : Перис | Клімат : Перис | Клімат : Перис | Клімат : Перис | Клімат : Перис | Клімат : Перис | Клімат : Перис | Клімат : Перис | Клімат : Перис | Клімат : Перис | Клімат : Перис | Клімат : Перис |
| Показник                | Січ.           | Лют.           | Бер.           | Квіт.          | Трав.          | Черв.          | Лип.           | Серп.          | Вер.           | Жовт.          | Лист.          | Груд.          | Рік            |
| Абсолютний максимум, °C | 32,2           | 32,2           | 34,4           | 35,6           | 37,8           | 42,2           | 43,9           | 46,1           | 44,4           | 37,2           | 34,4           | 30,6           | 46,1           |
| Середній максимум, °C   | 11,8           | 14,1           | 18,9           | 23,7           | 27,7           | 32,3           | 34,8           | 35,1           | 31,3           | 25,6           | 18,4           | 13,0           | 23,9           |
| Середня температура, °C | 5,8            | 7,9            | 12,5           | 17,4           | 21,8           | 26,4           | 28,7           | 28,6           | 24,8           | 18,8           | 12,1           | 7,1            | 17,7           |
| Середній мінімум, °C    | −0,2           | 1,7            | 6,1            | 11,1           | 15,9           | 20,5           | 22,5           | 22,1           | 18,2           | 11,9           | 5,8            | 1,2            | 11,4           |
| Абсолютний мінімум, °C  | −20,6          | −18,9          | −13,9          | −3,9           | −1,1           | 7,8            | 13,9           | 6,1            | 1,1            | −7,2           | −9,4           | −17,8          | −20,6          |
| Норма опадів, мм        | 71             | 79             | 97             | 117            | 135            | 99             | 86             | 66             | 94             | 97             | 94             | 86             | 1120           |
| ----------------------- | -------------- | -------------- | -------------- | -------------- | -------------- | -------------- | -------------- | -------------- | -------------- | -------------- | -------------- | -------------- | -------------- |
| Джерело:                |                |                |                |                |                |                |                |                |                |                |                |                |                |

## Демографія
Згідно з переписом 2010 року, у місті мешкала 25 171 особа в 10 306 домогосподарствах у складі 6426 родин. Густота населення становила 253 особи/км².  Було 11883 помешкання (119/км²).
Расовий склад населення:
| - 67,4 % — білих - 23,4 % — чорних або афроамериканців - 1,5 % — корінних американців - 0,9 % — азіатів - 3,5 % — осіб інших рас |

До двох чи більше рас належало 3,3 %. Частка іспаномовних становила 8,2 % від усіх жителів.
За віковим діапазоном населення розподілялося таким чином: 25,0 % — особи молодші 18 років, 58,4 % — особи у віці 18—64 років, 16,6 % — особи у віці 65 років та старші. Медіана віку мешканця становила 37,1 року. На 100 осіб жіночої статі у місті припадало 87,4 чоловіків;  на 100 жінок у віці від 18 років та старших — 82,9 чоловіків також старших 18 років.
Середній дохід на одне домашнє господарство  становив 45 515 доларів США (медіана — 32 025), а середній дохід на одну сім'ю — 54 079 доларів (медіана — 40 754). Медіана доходів становила 36 456 доларів для чоловіків та 26 508 доларів для жінок. За межею бідності перебувало 25,6 % осіб, у тому числі 37,8 % дітей у віці до 18 років та 14,3 % осіб у віці 65 років та старших.
Цивільне працевлаштоване населення становило 10 217 осіб. Основні галузі зайнятості: освіта, охорона здоров'я та соціальна допомога — 26,5 %, роздрібна торгівля — 18,0 %, виробництво — 17,2 %.

## Транспорт
Через Перис проходять 2 гайвеї: US 82 та US 271. У місті є 2 компанії, що надають послуги з таксі — Yellow Cab (https://web.archive.org/web/20170525233822/http://www.yellowcabparis.com/ ) та City Cab. Компанія Cox Field забезпечує авіаційні послуги.

## Освіта
Початкова та середня освіта розбита на 3 регіони:
- The Paris Independent School District обслуговує населення всередині Loop 286.
- The North Lamar Independent School District обслуговує північну частину міста, поза loop 286.
- The Chisum Independent School District обслуговує південну частину міста, поза loop 286.

Є Периська міська бібліотека.

## Влада
У Техаському сенаті Перис представлений Кевіном Елтіфом з 1-го району і в Техаському будинку представників республіканцем Марком Гомером з 3 району.

## Федеральний уряд
На федеральному рівні представлений сенаторами-республіканцями Джоном Корніном та Кеєм Бейлі Хатчісоном; Перис — частина 4 району Техасу, котрий в цей час представлений республіканцем Ральфом М. Холом.
Також у Перисі є своє поштове відділення.